# Eburia distincta
Eburia distincta es una especie de escarabajo longicornio del género Eburia, tribu Eburiini, familia Cerambycidae. Fue descrita científicamente por Haldeman en 1848.
Se distribuye por Bahamas y Estados Unidos.

## Descripción
La especie mide 10,2-23 milímetros de longitud. El período de vuelo ocurre en los meses de mayo, junio, julio, agosto, septiembre y octubre.